# Jumbo (Cencosud)
Jumbo é uma rede de hipermercados chilena presente também na Argentina e na Colômbia, pertencente ao grupo empresarial Cencosud, que também administra os supermercados Disco e Super Vea, assim como as lojas Metro, Easy, Johnson's e Paris. Seus maiores concorrentes no Chile são as redes de supermercados Líder, administrados pela Walmart do Chile e Unimarc. Na Argentina, seus principais concorrentes são a rede francesa Carrefour, americana Walmart e a argentina Coto. Na Colômbia sua principal concorrente é a Éxito, do Grupo Casino.

## História
O primeiro supermercado Jumbo foi inaugurado em 1976, no bairro de Las Condes em Santiago do Chile. Seu objetivo era oferecer uma grande variedade de produtos, mais do que seria possível comprar em outras lojas. Posteriormente, mais lojas foram inauguradas, até que em 1982 foi inaugurado o primeiro hipermercado em Buenos Aires, na Argentina.
Em julho de 2011, foi inaugurado em Buenos Aires uma nova loja  chamada de Jumbo Madero Harbour, que foi o primeiro supermercado premium da rede. Esta loja possui 1.336 m², sendo que as lojas convencionas possuem cerca de 8.000 m², sendo destinada a venda de produtos das seções de frescos e congelados, pescados, armazém, rotisseria, perfumaria, limpeza, bebidas e produtos importados.
Em 18 de outubro de 2012, a Cencosud anunciou a compra das operações do Carrefour na Colômbia por 2,6 bilhões de dólares, sendo que o grupo substituiu a marca Carrefour das lojas para as suas marcas Jumbo e Metro durante os meses posteriores da compra.